# Chinesinho
Sidney Colônia Cunha, mais conhecido como Chinesinho (Rio Grande, 15 de setembro de 1935 — Rio Grande, 16 de abril de 2011), foi um treinador e futebolista brasileiro que atuou como meia.

## Carreira

### Carreira no Brasil
Filho de Chinês, campeão gaúcho em 1939 pelo Riograndense, Chinesinho era baixinho e troncudo, olhos puxados e atuava no meio de campo. Em 1955 estreou no Internacional, ao lado de Larry, Bodinho e outros. Chinesinho jogou no Internacional até 1958, quando, junto com Valdir Joaquim de Moraes e Ênio Andrade, foi contratado pelo Palmeiras.

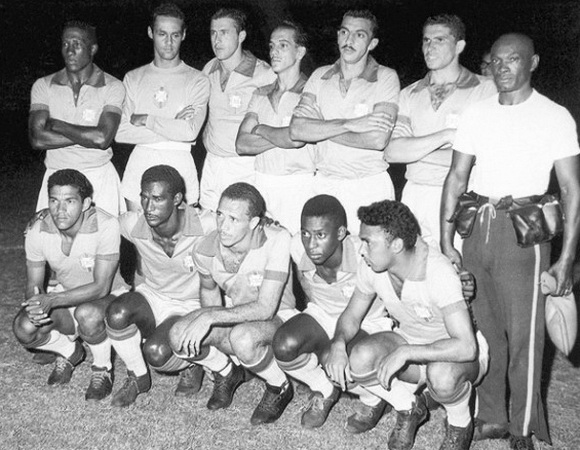
Brasil vice-campeão 1959. Em pé: Djalma Santos, Gilmar, Bellini, Esteves, Formiga, Coronel; Agachados: Garrincha, Didi, Paulo Valentim, Pelé, Chinesinho

Em julho de 1959, no empate sem gols contra a Portuguesa, o goleiro Valdir se machucou e como os times não tinham direito a substituição, o técnico Brandão mandou Ênio Andrade para o gol deslocando Chinesinho (que até então atuava como ponta-esquerda) para o meio campo. A partir dessa data, Chinesinho foi definitivamente efetivado como meia.
Em 1959, junto com Valdir, Djalma Santos, Carabina, Aldemar dos Santos, Geraldo, Zequinha, Julinho Botelho, Nardo, Américo e Romeiro formou um time inesquecível. Um time que conquistou o campeonato paulista, contra o Santos de Pelé e companhia em 1959, que ficou conhecido como "supercampeonato" pela final disputada em três jogos emocionantes, sendo decidido somente no terceiro quando o Palmeiras derrotou o Santos por 2 a 1, de virada, no Pacaembu.
O meia-esquerda jogou no Palestra Itália de 1958 a 1962, fez 241 jogos (147 vitórias, 46 empates, 48 derrotas) e 55 gols, tornando-se campeão paulista em 1959 e brasileiro em 1960.
Então ele se transferiu para o futebol italiano. O Palmeiras ganhou com o negócio uma montanha de dinheiro, suficiente para a construção do lendário Jardim Suspenso e a compra de uma dúzia de jogadores. Nascia a 1ª Academia: Vavá, Servílio, Rinaldo, Djalma Dias e um garoto do Bangu, com a tarefa de substituir Chinesinho, Ademir da Guia.
Anos após encerrar a carreira, sentindo-se deprimido, Chinesinho voltou para sua cidade natal com sinais iniciais de Alzheimer.

### Carreira no exterior
Chinesinho atuou na Itália, onde jogou na Juventus e no Modena, e no Estados Unidos, pelo Cosmos. Numa entrevista para a revista Placar, o jogador italiano Roberto Baggio disse que viu Chinesinho jogando na primeira vez que foi num estádio de futebol na Itália.

### Seleção brasileira
Como jogador do Internacional, foi convocado pela Seleção Brasileira em 1956 para disputar o Panamericano daquele ano e foi campeão. Defendeu várias outras vezes a Seleção Brasileira, mas não foi à Copa de 1962 no Chile, perdendo a vaga que disputava para Benê e Mengálvio.

### Como treinador
Foi técnico - sem grandes resultados - do Lanerossi de Vicenza, do Foggia e do Forli, todos times italianos. No Brasil, treinou o Palmeiras, em 1985, por 14 partidas, com cinco vitórias, seis empates e três derrotas.Treinou também o  Al-Ittihad na Arábia Saudita.

## Títulos
Renner
- Campeonato Gaúcho: 1954

Internacional
- Campeonato Gaúcho: 1955

Palmeiras
- Campeonato Paulista: 1959
- Campeonato Brasileiro: 1960

Juventus-ITA
- Campeonato Italiano: 1966/1967
- Coppa Itália: 1965

Seleção brasileira
- Pan-Americano: 1956
- Copa Roca: 1960
- Taça do Atlântico: 1960